# Belemniter
Belemniter (Belemnitida) (av grekiskans be'lemnon 'pil' eller 'spjut') är en ordning av utdöda bläckfiskar tillhörande de tvågälade bläckfiskarna. Benämningen syftade ursprungligen på de fossiliserade spol- eller cigarrformade bakre delen (rostrum) av bläckfiskens skal som även kallas vätteljus.

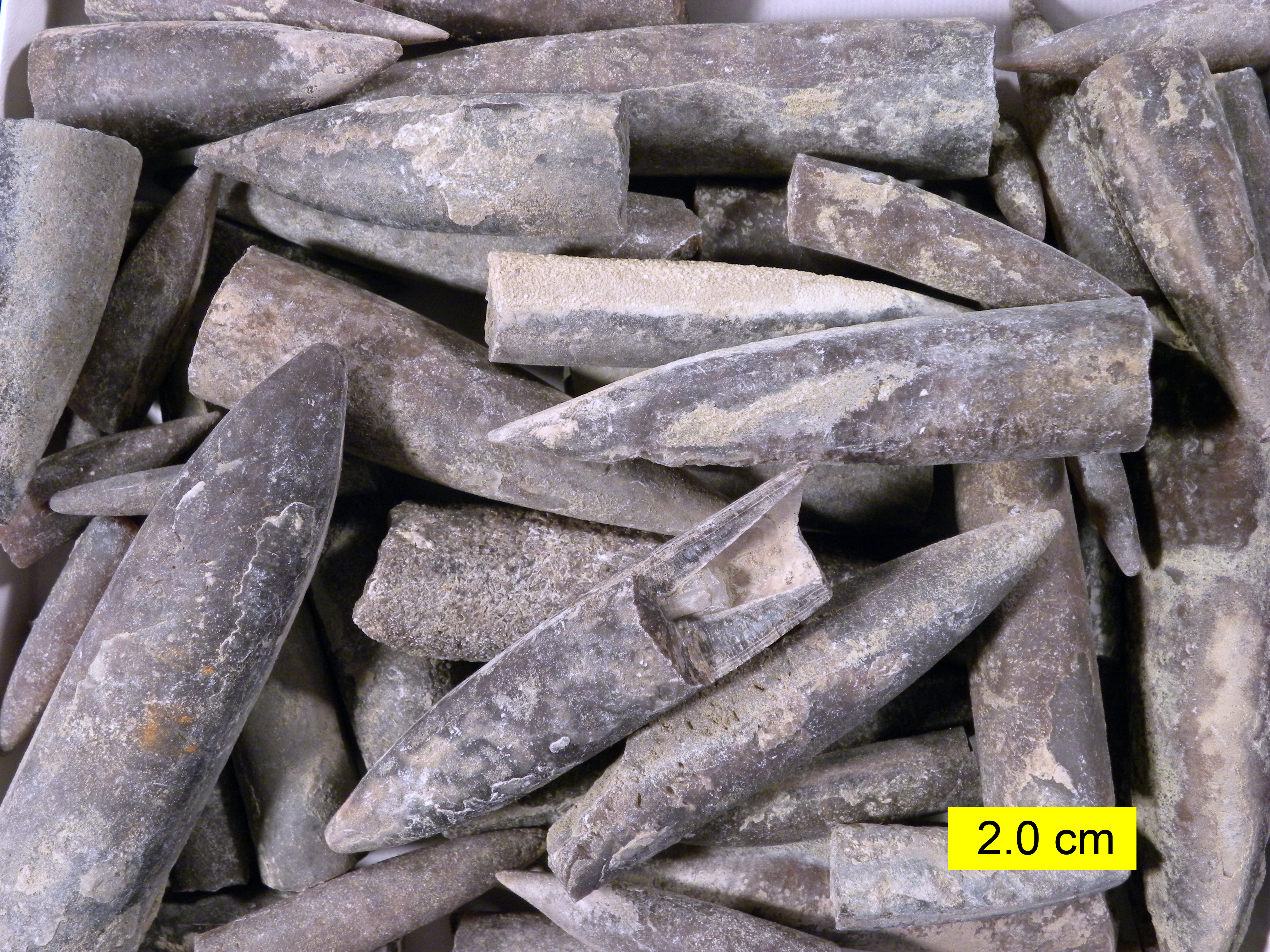
Fossil av belemniter

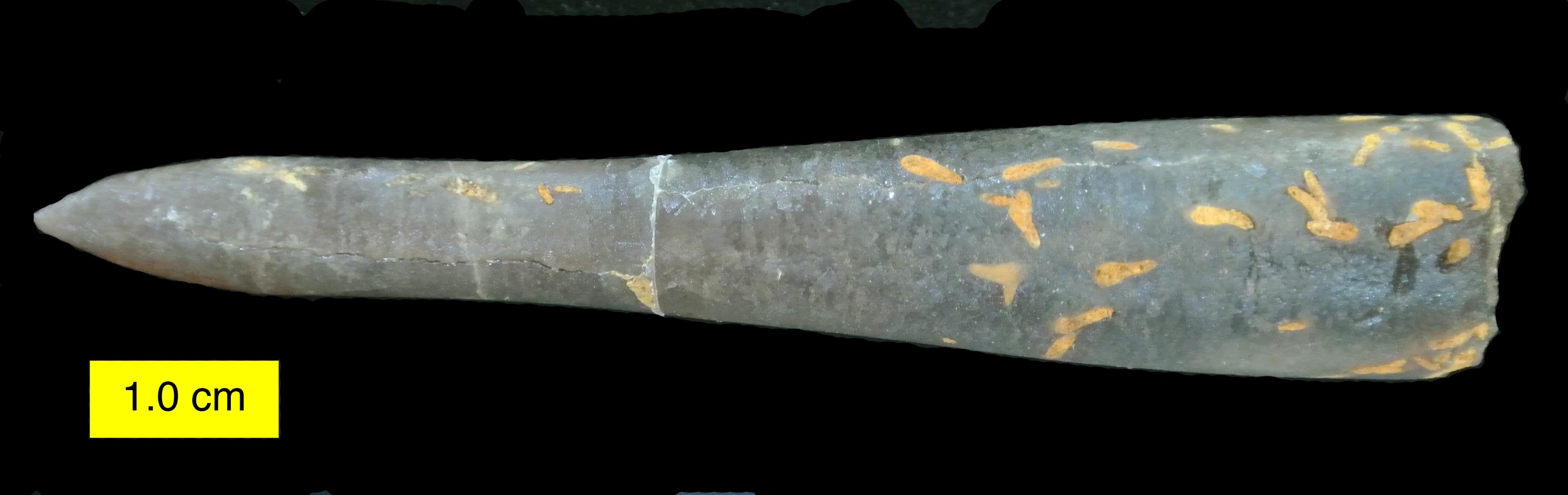
Hibolites hastatus

Namnet belemniter kommer av att man i forntidens Grekland trodde belemniterna var spjut utslungade av gudarna under åskväder. I Tyskland förekommer namnet Donnerkeil, liksom på danska Tordenkile. På tyska kan de även kallas Teufelsfinger liksom de i England kallats Devils fingers. I Norden har de gått under namnet vätteljus, då man trodde dem vara just vättarnas ljus.
Belemniter återfinns över hela jorden. I Sverige hittas belemniter främst i kalkstenslager i nordöstra Skåne. Där förekommer belemniter sällsynt under lias men mer vanligt under äldre krita. De släkten som där hittas är Actinocamax, Belemnellocamax och Belemnitella.
Belemniterna antas liksom ammoniterna ha utvecklats ur bactritider, en ordning av fyrgälade bläckfiskar. De uppträder första gången under slutet av devon för omkring 370 miljoner år sedan, och de sista arterna dog ut i slutet av krita för omkring 65 miljoner år sedan. Belemniterna hade liksom fyrgälade bläckfiskar ett kamrat skal som omgav den bakre delen av kroppen. Till skillnad från ortoceratiterna som hade inre kalcitavlagringar för balans hade belemniterna sin rostrum, som satt placerad runt spetsen av det koniska skalet. För att kunna bygga på sitt rostrum var skalet omgivet av mjukdelar, och bläckfisken hade förmodligen fenor utanpå dessa.
Omkring 600 arter fördelade på ett 40-tal släkten kända.